# Nordeuropäische Nadelwaldregion

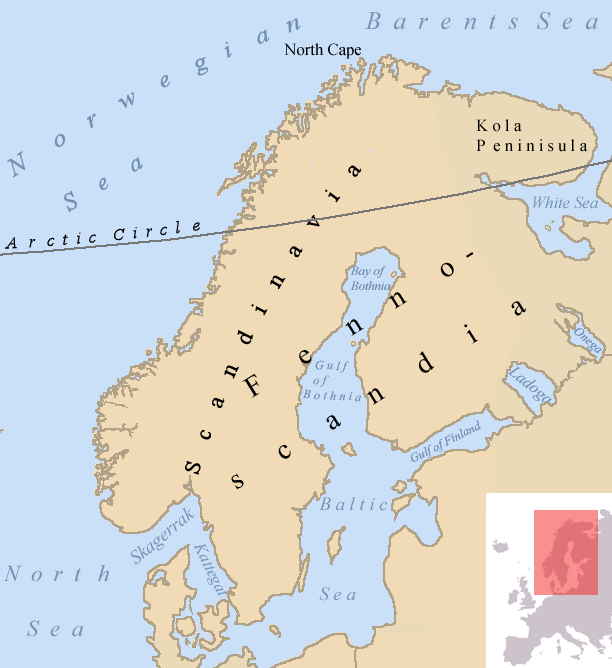
Karte von Fennoskandien

Die nordeuropäische Nadelwaldregion ist ein Gebiet im Norden Europas, das weite Teile Fennoskandiens umschließt. Der Begriff Nordeuropäische Nadelwaldregion wurde vor allem von Hannes Mayer verwendet. Die Region ist Teil des borealen Nadelwaldes. Das Holz aus dieser Region ist bei uns als nordisches Holz bekannt. Es hat eine hohe Dauerhaftigkeit und eine hohe Festigkeit. Die Region besteht vor allem aus hügeliger Landschaft, enthält aber auch einige Berge und in Finnland auch Seen. In der Region wachsen vor allem Kiefern und Fichten, aber auch Birken. Es handelt sich bei diesem Gebiet um einen Teil des borealen Nadelwaldes. Das Klima ist im Winter sehr kalt und auch im Sommer ist es meist kühl. Es können dann aber auch Temperaturen von bis zu 30 Grad Celsius erreicht werden.

## Standort
Die Region erstreckt sich über fast ganz Fennoskandien, also Finnland, Schweden und Norwegen sowie Island. Ausgenommen sind der Norden und der Süden dieser Region. Im Norden ist sie durch die polare Baumgrenze beschränkt und im Süden durch Buchenwälder. Im Osten ist die Region durch Finnischen Meerbusen, Weißes Meer, Onega- und Ladogasee begrenzt. In diesem Bereich fällt auch eine deutliche Änderung der Baumartenzusammensetzung auf. Im Westen ist das Gebiet durch den Atlantik begrenzt.
Meist ist das Gebiet hügelig bei Höhen von 100 bis 400 m. Doch in manchen Gegenden gibt es auch Gebirge wie das Jotunheimen-Gebirge an der südlichen Grenze der nordeuropäischen Nadelwaldregion oder die Skanden. Dort sind die höchsten Berge bis zu 2469 Meter hoch. Diese sind meist aus Schiefer, Granit und Gneis aufgebaut. Darüber befinden sich meist Ton- und Sandschichten. In diesem Gebiet gibt es auch viele Hochmoore, aber auch weiter nördlich bleiben Norwegen und Schweden teils gebirgig und die Berge erreichen Höhen von bis zu ca. 2100 Metern. In Richtung Finnland flacht das Gebiet langsam ab und es gibt hier viele Seen. Diese liegen auf 20–200 Metern über dem Meeresspiegel. Insgesamt gibt es ca. 60 000 Seen. Diese machen lokal ca. einen Flächenanteil von bis zu 50 % aus.
Das Klima ist aufgrund des hohen Nordens sehr kühl. Im Monatsmittel sind Temperaturen von 10 bis 15 Grad Celsius im Juni normal, während die Werte im Januar auf minus 4 bis minus 12 Grad im Monatsmittel sinken können. Daraus ergibt sich im Jahresmittel ein Wert von 5 und 7 Grad Celsius im Süden, während im Norden Temperaturen von nur 0 bis 3 Grad im Jahresmittel erreicht werden. Jedoch werden diese schlechten Bedingungen teilweise durch den Golfstrom und durch lange Sommertage abgemildert. Die Niederschläge liegen meist zwischen 500 und 900 mm. Im westlichen Bereich in den Skanden, dem Jotunheimen-Gebirge und direkt am Meer können bedingt durch Westwinde die Niederschlagswerte auch teilweise bis zu 4000 mm erreichen.
Von der Höhe des Niederschlags und den Temperaturen hängt natürlich auch die Anzahl der Vegetationstage und somit auch die Artenzusammensetzung ab. So gibt es im Süden Finnlands und Schwedens noch Bestände mit Buchen und Eichen, während im Norden reine Nadel- und Birkenwälder existieren. Im Süden gibt es noch bis zu 140 Vegetationstage im Jahr. Bis zu diesem Wert können auch noch Eichen und andere Edellaubbäume wachsen. Unterhalb von 60 Vegetationstagen können nur noch reine Nadel- und Birkenwälder existieren. Dieses Gebiet befindet sich vor allem im mittleren Teil Fennoskandiens und in den Gebirgen Norwegens. Bei unter 30 Vegetationstagen können keine Wälder mehr existieren. Hier beginnt die Tundra.

## Die polare Wald- und Baumgrenze
In Fennoskandien oder auch generell in den polaren Gebieten wird die Waldgrenze polare Wald- und Baumgrenze genannt. Die Unterscheidung zwischen Wald- und Baumgrenze ist hierbei wichtig. Bei der Waldgrenze handelt es sich um die Grenze, ab der es keine Wälder mehr gibt, während es sich bei der Baumgrenze um die Grenze handelt, ab der keine Bäume mehr wachsen. In den Alpen mit ihrer subalpinen Wald- und Baumgrenze fallen Wald- und Baumgrenze meist fast zusammen. In Fennoskandien ist der Übergang von Wäldern über einzelne Bäume zur baumfreien Gegend fließend und über bis zu 200 Kilometer lang. Dies ist vor allem durch die nur sehr langsame Änderung der Temperatur und des Niederschlags von Nord nach Süd zu erklären. Jedoch bedingen vor allem lokale Bedingungen wie Wind, Schneeschutz, Bodenzustand und Vernässung in hohem Maß die Waldstruktur. Jedoch gibt es auch Ausnahmen. Sowohl im Jotunheimen-Gebirge als auch in den Skanden vermischen sich aufgrund der Gebirgslage die zwei verschiedenen (subalpin und subpolar) Arten von Wald- und Baumgrenze miteinander. Insgesamt kann man sagen, dass die Birke im Nordwesten die Baumgrenze bildet, während im Nordosten die Kiefer die nördlichste Baumart ist. Dass die Birke die nordwestliche Baumgrenze bildet, ist erst ein Mal stark verwunderlich, jedoch ist dies unter anderem darauf zurückzuführen, dass die Birke auch bei sehr hoher Nässe existieren kann und außerdem eher gebüschartig statt baumartig vorkommt.

## Die verschiedenen Gebietsarten
Die nordeuropäische Nadelwaldregion kann generell in insgesamt drei große Teilregionen unterteilt werden. Dies sind der subarktische-subalpine Birkenwald, der boreale fennoskandische Nadelwald und zu guter Letzt der subboreale Laub- und Nadelmischwald.

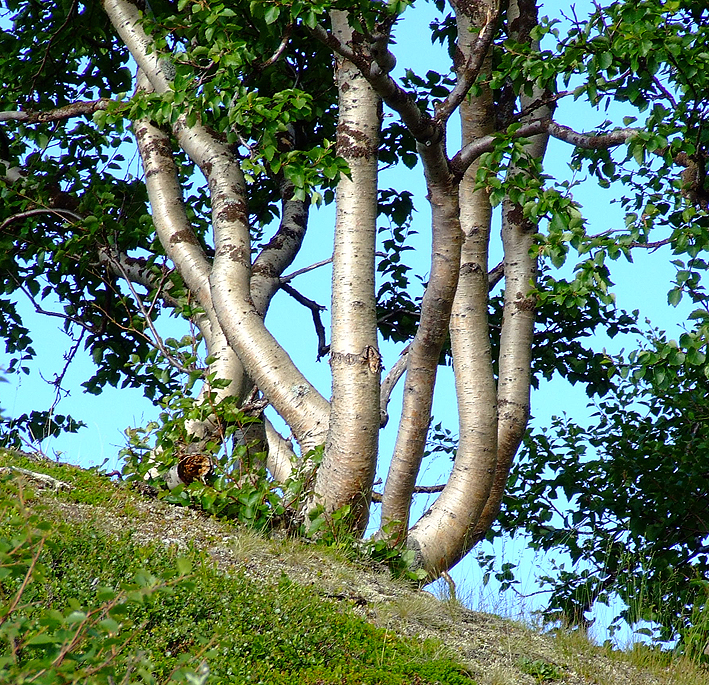
Moor-Birke (Betula pubescens) in Nordschweden

Im äußersten Norden Fennoskandiens und auf Teilen Islands liegt der subarktische-subalpine Birkenwald. Hier herrschen extrem wachstumsfeindliche Bedingungen. Es gibt ungefähr nur 30 bis 40 Vegetationstage. Ein Vegetationstag ist durch eine Tagesmitteltemperatur von mindestens 10° Celsius definiert. Es herrschen im Januar durchschnittliche Temperaturen von minus 10 bis minus 15° Celsius und im Juli Durchschnittstemperaturen von 14 bis 16° Celsius und gleichzeitig treten hohe Niederschläge auf und bedingt dadurch gibt es wenig Sonnenschein. Die Birke ist durch alle diese widrigen Faktoren hier weniger als Baum, sondern viel mehr als Busch vorzufinden. Im Norden ist sie vor allem in Gegenden zu finden, die von Schnee und Wind geschützt sind, der Boden in einem guten Zustand ist und/oder der Boden nicht so nass ist. Die untere Grenze verläuft folgendermaßen: Die Gegend beginnt bei der Insel Hinnøya. Danach verläuft die Grenze entlang der Küste nach Norden. Bei Tromsø verläuft sie dann nach Osten, wo sie dann in der Nähe des nördlichsten Teil Finnlands auf die Küste trifft. Im Norden wird das Gebiet durch das Meer begrenzt. Auf Island ist ca. 1 % bewaldet.
Weiter südlich ist der boreale fennoskandische Nadelwald vorzufinden. Hier wachsen vor allem Kiefern, Fichten und Birken. Das Klima ist hier noch durch den Atlantik stark geprägt, jedoch sind die Niederschläge hier nicht so hoch wie an der Küste. Außer den drei genannten Baumarten sind fast keine anderen Baumarten vorhanden. Jedoch existieren viele verschiedene Untergesellschaften und Varianten der drei Baumarten. Diese Baumarten findet man nicht immer zusammen vor, sondern getrennt. Dies ist auf die Anpassungen der Bäume zurückzuführen. Die Birke bevorzugt vor allem Nordskandinavien, Gebiete mit Hochmooren und sandigen Bereichen. Die Kiefer findet man besonders an Standorten mit Hochmooren, sandigen Böden und Moränen sowie an trockenen Standorten und bei Gletscherschliffen. Die Fichte ist vor allem in süd- und mittelnorwegischen Gebirgen zu finden. Sie bevorzugt flache Moore, feuchte und lehmige Böden. Der Wald in dieser Gegend braucht sehr lange zum Wachsen. Teilweise braucht der Wald hier von der ersten Anpflanzung bis zum ausgewachsenen Wald 200 bis 600 Jahre. Es gibt gerade im weiter südlicheren Teil einen hohen anthropogenen Einfluss. Dieser existiert bereits seit ca. 2000 Jahren. Früher ging es vor allem darum Weide für das Vieh zu schaffen und zu jagen. Heute geht es mehr darum den Fichtenanteil in den Wäldern zu erhöhen, da man mit Fichte mehr Geld verdienen kann als mit Kiefer oder Birke. Die nördliche Grenze des borealen fennoskandischen Nadelwald entspricht der südlichen Grenze des subarktischen subalpinen Birkenwaldes. Die südliche Grenze kann durch folgendes beschrieben werden: Auf norwegischer und schwedischer Seite bildet das Jotunheimen-Gebirge die Südgrenze. In Finnland verläuft die Grenze von Kokkola am bottnischen Meerbusen nach Osten. Die Ostgrenze wird durch die Verbindung Weißes Meer – Onegasee – Ladogasee – Finnischer Meerbusen definiert. Hier findet eine deutliche Veränderung der Baumartenzusammensetzung statt.
Die südlichste Region ist der subboreale Laub-Mischwald. Hier ist es im Vergleich zu den anderen Gegenden mild. Übers Jahr hinweg gibt es zwischen 90 und 140 Vegetationstagen. Es sind hier viele verschiedene Baumarten vorhanden. Es gibt hier Esche, Eiche, Ulmen, Linden, Fichten, Kiefern, Birken, Buchen und viele andere mehr. Die Nordgrenze ist die Südgrenze des borealen Nadelwaldes. Die Südgrenze des subborealen Laub-Mischwaldes ist in Finnland die Ostsee. In Schweden endet die Gegend ca. 50 Kilometer vor der Südgrenze Schwedens. In Norwegen endet die Gegend ca. 20 Kilometer vor der Südgrenze Norwegens.

## Bedrohungen und Veränderungen
Einer der größten Herausforderungen für die nordeuropäische Nadelwaldregion ist der Klimawandel. Für Gebiete in der Nähe der Pole sind Klimaveränderungen generell sehr schwierig, da diese sehr labil sind. Hier äußern sich Klimaveränderungen vor allem in Bezug auf die Temperatur in vergleichsweise hohem Maßstab. Ein weiterer wichtiger Faktor ist die Wachstumsgeschwindigkeit der Vegetation. Aufgrund dessen, dass Pflanzen in diesen Breiten sehr langsam wachsen, kann sich der Wald auch nicht so schnell anpassen.
Eine zusätzliche Bedrohung sind Waldbrände. Waldbrände sind generell erst einmal, ausgelöst durch Blitzeinschläge, vor allem ein natürlicher Prozess. Jedoch treten diese in heutiger Zeit gehäuft durch den Menschen auf. Meist geschieht dies durch Feuer zur Verbrennung von Ernteresten. Diese werden häufig nicht beaufsichtigt und geraten so schnell außer Kontrolle. Die Folgen sind für den Wald verheerend. Ein Wald in Skandinavien braucht circa 200 Jahre, bis er ausgewachsen ist. Wenn er sehr weit im Norden steht, kann dies sogar bis zu 600 Jahre dauern. Zusätzlich führt ein Waldbrand in dem meist sowieso schon sehr trockenen Skandinavien zu noch mehr Trockenheit. Außerdem geht der Bodenhumus dadurch größtenteils verloren. Bei Permafrostböden hat dies sogar noch den Effekt, dass der Boden auftaut. Man kann somit sagen, dass es durch den Waldbrand für die Nachfolgevegetation sehr schwierig ist zu gedeihen.